# Ликовна уметност Словака у Србији
Ликовна уметност Словака у Србији један је од најзначајнијих и најбогатијих сегмената савремене културе ове националне заједнице са најдужом традицијом на простору Балкана. Ликовна уметност Словака у Србији има дугу традицију и зачета је у 19. веку.
У првим деценијама 21. века у Србији ствара више од тридесет словачких академских ликовних уметника. који профилишу савремени ликовни живот словачке националне мањине у Србији.
О организованом ликовном животу овдашњих Словака у прошлости и данас може се говорити у случају 36 географских места, која се налазе у сва три војвођанска региона - у Бачкој, Банату и Срему. Највећи ликовни центри словачке заједнице у Србији данас су Бачки Петровац у Бачкој, Стара Пазова у Срему и Ковачица у Банату. Док су најважније установе ликовне културе Словака у Србији данас Галерија Зуске Медвеђове и Галерија Карола Милослава Лехотског у Бачком Петровцу, Матица словачка у Србији, Галерија наивне уметности у Ковачици и Музеј војвођанских Словака.

## Историја
Словаци у Србији су званично призната национална мањина, чија национална права у домену културе, образовања, информисања, као и службене употребе језика су званично призната у Републици Србији. Они су населили Војводину у осамнаестом и деветнестом веку са територије данашње Словачке. Први досељеници из области око Татри доселили су се у Бачку за време владавине Карла VI. Око 1720. године. прво су се населили у Бајши, око 1740. Бачком Петровцу и Футогу, а за време Марије Терезије 1742. године у Бездану. Неки су касније прешли у Срем, у коме се 120 породица 1760. населило у Селенчи, али су се касније неки од њих преселили у Стару Пазову.
У новој средини Словаци су основали властита села, или су насељавали већ основана насеља у којима су живели Срби, Немци, Мађари, Румуни и други народи. Ипак, у свим миграцијама они наилазе на опустошену земљу, чијем ће се култивисању посветити кроз неколико генерација. Досељеничке заједнице биле су етнички прилично хетерогене, тако да је очување сопствених културних традиција и друштвених норми које су донели из претходне домовине имало приоритет у свакодневном животу. И поред тога што се досељено словачко становништво брзо прилагођавало новим условима живота, оно је доласком у војвођанску равницу пренело са собом и део своје духовне и материјалне културе, која их је по својим особеностима одвајала од затеченог становништва.
Тако је настала и кроз три века се развијала и аутохтона ликовна уметност Словака на тлу данашње Србије, зачета средином 19. века.

## Аутохтона ликовна уметност Словака у Србији
Међу првим словачким ликовним уметницима, рано преминулим, наводе се Јан Рохоњ (1819—1945) и Франтишек Јесенски из Кисача (1842—?). Док ликовни радови Јана Рохоња нису сачувани, или ни један до сада није познат., Јесенски је за собом оставио, у приватном власништву сачуване цртеже, међу којима најстарији датира из 1857. године.
Међу најстаријим сачуваним сликама (на којој је представљен пејзаж) налази се слика коју је насликао је почетком 60-тих година 19. века Бенјамин Рајс, као аматер, рођен у Бачком Петровцу 1841. године. Слика се данас налази у Галерији „Зузке Медведјове” у Бачком Петровцу.
Први словачки уметник који је (кратко) живео и стварао у Београду у првој половини 19. века био је Јозев Божатех Клеменс (1817—1833). У Београд је допутовао на позив Јанка Шафарика 1855. године и у њему радио као ликовни педагог и вајар.
Крајем 19. века у Београд је дошао и стварао Кирил Кутлик (1869—1900) оснивач Прве српске цртачке и сликарске школе, коју је лично водио од 3. септембра 1895. године па све до своје смрти, и поред препрека од стране неких домаћих уметника и Министарства школства од којег није добио финансијску помоћ. Пре Кирила Кутлика, почев од 1845. године, било је неколико неуспелих покушаја за оснивањем уменичке школе у Београду, међутим Цирилу Кутлику је то првом пошло за руком. Интересовање за школовањем показало је 80 студената, од којих је 30 похађало наставу. Међу њима школовање је започела и прва генерација српских сликара модерниста.
Након Кутликове смрти Српске цртачко-сликарска школа није престала са радом, јер су је откупили Риста и Бета Вукановић од Кутликове удовице. Знатно касније после Првог светског рата, Кутликова школа је прво била државна, да би 1937. године на њеним „темељима” у Београду основана Ликовна академија.
Први словачки школовани професионални академски сликар, са дужим животним и стваралачким веком и сачуваним бројнијим делима, био је Карол Милослав Лехотски, рођен на северу Бачке у Лалићу 16. новембра 1879. године. Један је од најзначајнијих словачких сликаре с почетка 20. века у свеукупним словачким размерама.
Школовање је завршио крајем 19. века, на Академији ликовних уметности у Прагу у класи Макса Пирнера и касније на бечкој академији. Лехотски је сликао и цртао међу војвођанским Словацима у Лалићу, Гложану, Илоку Бачком Петровцу, али и у Словачкој, нарочито у Мартину, и Чешкој у Прагу и другим моравским градовима. Умро је 4. марта 1929. год.ине у Брну, где је и сахрањен. На његовим сликама, уочава се импресионистичких утицаја и повећано интересовање за светлост. Овај утицај највише је присутан на пејзажима на којима доминирају елементи сецесијског декоративног симболизма, нарочито у уметниковом каснијем стваралачком периоду. Лехотски је био и одличан цртач и хиперсензитиван уметник. 
| „ | Са друге стране карактеришу га меланхолија и самоћа са изразитим склоностима према мистици и месијанизму. У стваралаштву су га пре свега примамљивале његове филозофске и теозофске визије које је уобличавао у ликовне алегорије. Фигуралне композиције ове врсте за њега су биле и највредније. | ” |

Најбројнији радови Лехотског су пејзажи, док је у Србији сачуван највећи број портрета, који одсликавају изванредну портретску надареност уметника.
Прве словачке академске сликарке биле су Зуска Медведјова, Олга Гарај-Бабилон, Ана Маљах-Фајндовић, Ана Пиксиадес, Марија Червени и Јарослава Шимович.
Почетком 20. века у Београд је дошао словачки вајар Јан Конјиарек и постао један од први српских модерних вајара.
Зуска Медведјова (1897—1985), рођена у Бачком Петровцу, значајно је утицала на ликовни живот Словака у Србији између Првог и Другог светског рата. Школовала се, најпре приватно у Прагу код професора Енгелмилера, затим у Загребу и коначно на Академији ликовних уметности у Прагу код професора Јакуба Обровског и Макса Швабинског.
| „ | Ликовно стваралаштво Медведјове надовезује се на традицију словачког сликарства народних жанрова, чије основе је половином 19. века утемељио истакнути словачки сликар и литограф Петер Михал Бохуњ (1822-1879). Основу ликовног стваралаштва Зуске Медвеђове чини оријентација на Бохуњов ликовни програм примењен на мотиве из живота војвођанских Словака. Њено народнописно сликарство лиризује и велича приказане мотиве, али уједно је у временском размаку стекло значај етнографског документа. Зуска Медведјова је осим тога сликала портрете истакнутих личности из народнокултурног живота, културних активиста и својих познаника и пријатеља. | ” |

### Галерије
Значајну област културног наслеђа Словака у Србији чине галерије, у којима се чувају и излажу слике, скулптуре и друга уметничка дела словачких аутора из Србије.

#### Галерија наивне уметности у Ковачици
Најстарија установа овог типа је Галерија наивне уметности у Ковачици, која је под називом Галерија народних сликара основана још 1955. године под окриљем Дома културе „3. октобар”. Била је то уједно и прва сеоска галерија слика у тадашњој СФР Југославији.
За разлику од Галерије у Ковачице у којој своја дела стварају и излажу светски познати самоуки сликари наиве, у Бачком Петровцу развила се делатност академски образованих уметника. Управо због тога, галерије основане на територији Бачког Петровца носе имена првих словачких академских сликара у Србији: Галерија Карола Милослава Лехотског и Галерија „Зуске Медведјове”. 
Галерија „Зуске Медведјове”
Галерија која је основана у Бачком Петровцу 1981. године и постала центар ликовног живота Словака, у знак признања од 1991, носи назив Галерија „Зуске Медведјове”. У власништву Галерије је 828 екпоната Зуске Медведјове, од тога 367 уља на платну и цртежа, 33 необрађена уља на платну, 23 минијатуре, 13 скица аката, 28 студија у техници цртаћи угаљ, 223 скице и 141 студија - кроки. У власништву галерије су и дела 31 аутора, академских сликара, Словака, међу којима су Карол Милослав Лехотски, Ољга Гарајова - Бабилонова, Михал Кираљ, Јозеф Клатик..., као и 174 дела аматерске сцене и сликара наиве.
У Галерији „Зуске Медведјове” сваке године се организује Бијенале словачких ликовних уметника у Србији, на коме учествују искључиво академски образовни сликари, графичари и вајари. Захваљујући овом Бијеналу може се имати сталан увид у стваралаштво словачких уметника у Србији.

#### Галерија „Карол Милослав Лехотски”
Галерија „Карол Милослав Лехотски” један је од значајнијих изложбених простора Словачке националне мањине у Војводини. Галерија је основана у Бачком Петровцу 1989. године са трајним седиштем у згради Гимназије „Јан Коллар”. Галерију поред збирке чини стална изложбена поставка савременог стваралаштва војвођанских Словака, која је једина ове врсте у Србији и стога веома значајна за културу Војводине и Србије.

#### Галерија Звода за културу војвођанских Словака
Галерија Завода за културу војвођанских Словака, која се налази се на Трифковићевом тргу у Новом Саду, основана је 2008. Од стране Скупштине АП Војводина и Националног савета словачке националне мањине у циљу очувања, унапређења и промоције културе војвођанских Словака.
Њена основна намена је да се превасходно бави изложбама словачких академских сликара, вајара, познатих наивних сликара и других уметника, али и одржавањем бројних градске и регионалне догађаје, попут изложби „Ноћ музеја”, изложбе „Дунавских дијалози” итд.
Стална изложбену поставку Галедије, аутора Павла Попа и Павла Чанија Галерије, чине портрети знаменитих историјски личности из словачке културе Војводине.
Сваке године почетком августа у овој галерији отвара се изложба уметничких дела познатих словачких сликара у оквиру словачких народних свечаности.

#### Приватне галерије
Галерија Бабка
Ову приватну галерија наивног сликарства основао је 1991. године Павел Бабка који је слике ковачичке наиве излагао на следећим изложбама: ЕКСПО 92 Севиља, ЕКСПО 96 Лисабон, ЕКСПО 2000 Хановер, ЕКСПО 2006 Јапан, у Међународном монетарном фонду у Вашингтону, ОЕБС у Бечу, УНИЦЕФ-у у Женеви, УНЕСКО-у у Паризу итд.
У дугорочне пројекте Галерије „Бабка” спада и тежња њеног власника да се ковачичко сликарство уврсти у програме УНЕСКА. 
Галерија Јанка Магловског
Галерија код јасли
Ову приватну галерија наивног сликарства основао је 2003. године у Бачком Петровцу, Јан Дорча. Она јеуједно била и уметнички кутак власника и културног посленика војвођанских Словака Јана Дорча све до његове смрти 2011. године.

## Наивно сликарство Словака у Србији
Ликовни живот словачке националне мањине у Србији испољава се и кроз наивно сликарство, које представља доминантну област културе по којој је словачка национална заједница у Војводини позната и на међународној сликарској сцени.
У циљу промовисања и комерцијализације наивног сликарства словачких наивних уметника у Ковачици Павел Бабка је 1991. године основао Галерију „Бабка Ковачица“, а за непрофитни део 2005. године Међународни етно центар.
У већини случајева сликарство није превасходно занимање Словака стваралаца наивне уметности, већ
пољопривреда. Такође, једна од главних карактеристика наивних сликара (или самоуких, изворних сликара) јесте одсуство академског уметничког образовања. Током друге половине 20. века наивним сликарством у Србији се бавило 60 словачких уметника (26 женског и 34 мушког пола). Од тога је доминантно родом из Ковачице 46, из Падине 10, из Војловице 2, из Бачког Петровца 1. Тако се за 
сликаре Ковачице може рећи да представљају својеврсан феномен. Данас у Ковачици живи и слика 30 словачких наивних уметника.
Овако велика концентрација наивних уметника утицала је на то да се у Ковачици 1955. године отвори прва сеоска галерија на територији некадашње Југославије, под називом Галерија народних сликара
у Задружном дому. Секција је у време оснивања имала 30 чланова, а на првој изложби се представило 14 чланова, који су изложили 48 радова, углавном уља на платну. Две године касније слике ковачичких сликара нашле су своје место у оквиру поставке изложбе Наивни уметници Југославије, представљене у Београду, Загребу, Љубљани и Скопљу.

## Најзначајнији припадници Словачке ликовне уметности
Ликовни уметници, академски сликари
- Биреш, Тихомир, сликар
- Бртка, Мира, ликовна уметница, модна креаторка, позоришна и филмска редитељка
- Чањи, Павел, ликовни уметник, културни и просветни радник
- Фајндовић-Суди, Вера, сликарка
- Гарај-Бабилон, Олга, ликовни уметник, наставник, уредник и писац
- Гашко, Марија, сликар и ликовни пегагог
- Кутлик, Кирил, један од најпознатијих словачки сликар, педагог, илустратор и оснивач прве сликарске школе у Београду
- Клаћик, Јозеф, ликовни уметник, песник и универзитетски професор
- Крижан, Иван, сликар, професор ликовне културе и физичког васпитања
- Лехотски, Карол Милослав, први школовани сликар из редова војвођанских Словака
- Хасик, Михал, сликар и графичар
- Фајндовић, Ана, сликарка и илустраторка
- Медведјова, Зуска, прва академска сликарка војвођанских Словака
- Павелка, Штефан, академски сликар
- Пиксиадес, Ана, ликовни уметник, ликовни педагог и илустратор
- Сабо, Јармила, сликар, дизајнер и стрип цртач
- Симовић, Јарослав, ликовни уметник и педагог
- Супек, Јарослав, мултимедијални уметник и књижевник
- Суђе, Милан, сликар
- Варга, Марија, инситна малиарка
- Ђуровка, Михал, ликовни уметник, педагог и новинар
- Чањи, Павел, савремени графичар сликар и педагог

Вајари
- Лабат, Владимир, Ровнев, вајар
- Ступавски, Јан, вајар

Графичари
- Кираљ, Михал, графичар и ликовни педагог
- Кизур, Мартин, графичар, илустратор и ликовни педагог
- Опавски, Весна, графичар
- Павлович, Мирослав, графички дизајнер, аниматор и илустратор
- Поп, Павел, академски графичар и сликар

Сликари наиве
- Биреш, Михал, сликар наиве
- Борош, Владимир, сликар наиве
- Јонаш, Мартин, сликар, представник наивне уметности и један је од оснивача ковачичке наиве.
- Књазовиц, Јан, сликар наиве
- Котваш, Ана, сликарка наиве
- Стракушек, Јан, сликар наиве

Наивни сликари
- Бачур, Јан, наивни сликар
- Цицка, Павел, наивни сликар
- Цизик, Алжбета, наивни сликар
- Глозик, Јан, наивни сликар
- Хајко, Павел, наивни сликар
- Халупова, Зузана, најпознатија наивна сликарка из Ковачице
- Хавјар, Јозеф, наивни сликар
- Хусарик, Ева, наивни сликар
- Карлечик-Северини, Катарина, наивни сликар
- Књазовиц-Мијаиловић, Ана, наивни сликар
- Ленхарт, Ана, наивни сликар
- Марков, Мартин, наивни сликар
- Палушка, Мартин, наивни сликар
- Поволна, Михал, наивни сликар
- Сокол, Јан, наивни сликар
- Варга, Штефан, наивни сликар
- Вењарски, Јан, наивни сликар
- Вењарски, Ондреј, наивни сликар
- Вереска, Зузана, наивни сликар
- Жолнај, Јан, наивни сликар

## Галерија
- Наивна уметност Словака: Осликано нојево јаје
- Мурал у Меморијалном комплексу Михајла Пупина у Идвору, поклон сликара из Ковачице
- Штафелај Зузане Халупове у Галерији наивне уметности у Ковачици

- Дела савремених сликара у Галерији наивне уметности у Ковачици
- Цртеж Кирила Кутлика: син Феликса Кутлика 29. марта. 1888. године у Кулпину
- Дела родоначелника наивног сликарства